# Inacavu
Inacavu är ett vattendrag i Burundi.   Det ligger i provinsen Bubanza, i den nordvästra delen av landet, 50 kilometer norr om huvudstaden Bujumbura.
Omgivningarna runt Inacavu är en mosaik av jordbruksmark och naturlig växtlighet. Runt Inacavu är det tätbefolkat, med 343 invånare per kvadratkilometer.